# منوچهر قربانی‌فر
منوچهر قربانی‌فر (مشهور به نام قربا) دلال اسلحه و مأمور ساواک، که واسط اصلی فروش چند محموله سلاح از آمریکا به ایران در ماجرای مک فارلین بود. مایکل لدین کسی بود که قربانی‌فر را برای این کار به الیور نورث معرفی کرد. در کتاب عقاب و شیر نوشته جیمز بیل آمده است که وی یک مترجم عضو سابق ساواک بوده است.

## زندگی‌نامه
قبل از انقلاب سال ۱۳۵۷ منوچهر قربانی‌فر افسر ساواک بود و در شرکت استارلاین ایران که نفت ایران را به اسرائیل می‌فرستاد شریک بود. قربانی‌فر روابط نزدیکی با یعقوب نیمرودی افسر موساد در ایران که نقش مهمی در تأسیس ساواک داشت داشته است. در سال ۱۹۸۰ قربانی‌فر واسط بین شاپور بختیار و مأمورانی که در کودتای نوژه دخالت داشتند بود؛ ولیکن این کودتا شکست خورد و تمامی افسران دخالت‌داشته در آن دستگیر شدند. در دهه ۱۹۸۰ قربانی‌فر به همراه سیروس هاشمی به اسرائیل رفت تا یک معاملهٔ ۵۰ میلیون دلاری اسلحه تحت نام عملیات کهکشان به ایران بفرستد. این معامله در لحظه آخر کنسل شد.

## ماجرای ایران-کنترا
در دهه ۱۹۸۰ رابط اصلی قربانی‌فر در آمریکا اولیور نورث و مایکل لدین بودند. لدین رابطه قربانی‌فر را با رابرت مک‌فارلین برقرار کرد. قربانی‌فر توسط رئیس سی‌آی‌اِی، ویلیام کیسی مورد سوء ظن بود و سه بار تحت آزمایش دروغ‌سنج قرار گرفت که در هر سه بار رد شد. مقام‌های ایرانی نیز به قربانی‌فر سوء ظن داشتند و شک داشتند که وی مدارک تقلبی از آمریکا به ایران می‌برد. در سال ۱۹۸۴ سی‌آی‌اِی قربانی‌فر را مهره سوخته قلمداد کرد، به این معنی که وی فردی غیرقابل اعتماد است. اولیور نورث در اعتراف‌های خود قربانی‌فر را فردی دروغگو خواند.

## در زمان دولتجرج بوش
در دسامبر سال ۲۰۰۱ مایکل لدین یک مذاکره سه روزه بین قربانی‌فر و سازمان دفاع آمریکا در ایتالیا برگزار کرد. لدین در این زمان مشاور داگلاس فیث بود. مذاکره‌ها در مورد نقش ایران در جنگ با تروریسم بود. در سال ۲۰۰۳ دونالد رامسفلد این مذاکرات را بی‌اهمیت خواند و گفت چیزی از قربانی‌فر به دست نیامد که خود نمی‌دانستیم. قربانی‌فر قصد داشت به عنوان میانجی مبلغی دریافت کند.

## اعتراف برادر به ترور
علی قربانی‌فر (برادر منوچهر قربانی‌فر، یکی از عوامل ماجرای مک فارلین یا همان دلالی برای خرید سلاح از آمریکا و اسرائیل برای حکومت جمهوری اسلامی) جزو متهمان پرونده ترور سیروس الهی (از اعضای سازمان درفش کاویانی) اعتراف کرد که یکی از عوامل ترور مخالفان حکومت جمهوری اسلامی است.